# Ермоленко, Виктор Михайлович
 Виктор Михайлович Ермоленко  (11 декабря 1908 — 1995) — специалист в области электроэнергетики. Доцент кафедры релейной защиты и автоматизации энергетических систем Московского энергетического института. Лауреат Ленинской премии (1964).

## Биография
Виктор Михайлович Ермоленко родился 11 декабря 1908 года в Париже. Детские и юношеские годы Виктора Михайловича прошли в городе Тбилиси. Там он получил высшее образование в одном из грузинских институтов. По окончании учебы в ВУЗе в 1931 году был на направлен на работу в организацию Теплоэлектропроект. Будучи уже опытным специалистом, с 1962 года продолжил работу в институте «Энергосетьпроект». Работал там на должностях: начальника сектора, руководителя Центральной научно-исследовательской лаборатории релейной защиты и автоматики. Под его руководством в институте была создана релейная защита и автоматические устройств для высоковольтных линий электропередач напряжением 400, 500, 750 и 1150 кВ.
Виктор Михайлович стал одним из основоположников  в теории и практике создания релейной и автоматической защиты энергосистем. В 1964 году он в составе коллектива сотрудников НИИ был удостоен Ленинской премии за работы в области создания устройств релейной защиты дальних передач сверхвысокого напряжения.
В разное время В. М. Ермоленко являлся председателем рабочей группы в Международном исследовательском комитете СИГРЭ и МЭК, более 25 лет вёл педагогическую деятельность на кафедре автоматизации и релейной защиты Московского энергетического института. В 1956 год получил звание доцента, а в 1968 году стал кандидатом технических наук.
Виктор Ермоленко имеет авторские свидетельства на изобретения, является автор  печатных трудов, посвященных проблемам релейной защиты и автоматики. Руководил рабочей группой по трансформаторам тока, был членом бюро секции автоматизации систем управления, членом Научно-технической комиссии по созданию и внедрению новых устройств релейной защиты Госкомитета СССР по науке и технике.

## Награды
- Ленинская премия (1964) — за создание комплекса устройств релейной защиты и автоматики дальних ЛЭП сверхвысоких напряжений.
- Два ордена Трудового Красного Знамени.